# Helléniques
Pour les articles homonymes, voir Helléniques (homonymie).
Sauf précision contraire, les dates de cet article sont sous-entendues « avant l'ère commune » (AEC), c'est-à-dire « avant Jésus-Christ ».
Les Helléniques est un ouvrage de l'Athénien Xénophon dans lequel celui-ci raconte l'histoire grecque entre 411 et 362. L'ouvrage débute là où s'achève l’Histoire de la guerre du Péloponnèse de Thucydide et se termine par la bataille de Mantinée et la mort du Thébain Épaminondas.
Xénophon a écrit cet ouvrage durant toute sa vie. Ainsi, les deux premiers livres datent d'entre 403 et 402, alors que ceux qui relatent les évènements de Mantinée (-362) auraient été écrits en 357/356. Il aurait donc terminé ces deux livres deux ans avant sa mort.

## Organisation et sujet des livres
Les deux premiers livres (I-II) des Helléniques poursuivent le récit de Thucydide jusqu'en -403, c'est-à-dire jusqu'au régime des Trente puis la réconciliation des deux partis athéniens.
Les cinq autres livres (III-VII) traitent de plusieurs éléments historiques :
1. Hostilités entre Spartiates et Perses (399-387)
2. Guerre de Corinthe (394-387)
3. Lutte pour l'hégémonie entre Sparte et Athènes (399-387)
4. Triomphe et hégémonie de Thèbes avec Leuctres (371-362)
5. Fin de l'hégémonie de Thèbes avec Mantinée (362)

Xénophon laisse à la fin de l'ouvrage de véritables portraits, notamment de Lysandre, Dercyllidas et Agésilas.
Le texte est agréable et clair, parfois émouvant pour le lecteur (autant de qualités qui sont propres à Xénophon). Malgré le sérieux du propos, l'auteur brosse des scènes comiques et fait sourire le lecteur. Par sa finesse (son « atticisme »), il est un véritable écrivain classique.
Cependant, malgré les indéniables qualités littéraires de son œuvre, Xénophon n'est pas un historien au même titre que Thucydide. En effet, il décrit des évènements sans en chercher les causes. Il compile les diverses informations qu'il connaît grâce à ses t à son important réseau relationnel sans tenter de les hiérarchiser ni de combler ses lacunes : ainsi certains faits anecdotiques sont développés alors que d'autres plus importants sont passés sous silence. Il renonce à une présentation chronologique, ne cherche pas à être objectif, et ne cache ni son admiration pour Sparte ou Agésilas, ni son mépris pour Thèbes. Finalement, il est plutôt chroniqueur historien.